# John Hamilton Gray (1811–1887)
John Hamilton Gray (ur. 14 czerwca 1811, zm. 13 sierpnia 1887) – kanadyjski polityk drugiej połowy XIX wieku. Był premierem rządu Wyspy Księcia Edwarda w latach 1863–1865. Był przewodniczącym konferencji w Charlottetown i uczestnikiem konferencji w Quebecu. Był jednym z nielicznych zwolenników konfederacji wśród wyspiarskich polityków. Zaliczany jest do grona Ojców Konfederacji. Pułkownik.
Gray pochodził z lojalistycznej rodziny wywodzącej się z Wirginii, która po powstaniu Stanów Zjednoczonych przeniosła się do Brytyjskiej Kanady. Młody John po skończeniu szkoły średniej w Charlottetown wybrał karierę żołnierza zawodowego. Wyjechał do Anglii do szkoły wojskowej. W 1831 został oficerem kawalerii. W czynnej służbie pozostał 21 lat. Brał udział w wojnie burskiej. Opuścił armię w stopniu kapitana, by następnie w 1867 zostać pułkownikiem wyspiarskiej milicji. Zaangażował się także w lokalną politykę. W 1858 został po raz pierwszy wybrany do prowincjonalnego zgromadzenia legislacyjnego. Ponownie wybrany w 1863 został premierem rządu kolonialnego. Bezskutecznie próbował rozwiązać tzw. „problem nieobecnych posiadaczy” (zob. historia Wyspy Księcia Edwarda).
W 1864 Gray był współorganizatorem i przewodniczącym konferencji w Charlottetown. Był zwolennikiem przystąpienia Wyspy do Konfederacji. Gdy możliwość akcesu została odrzucona przez wyspiarski parlament, podał się do dymisji i wycofał z czynnej polityki.